# Исповедующая церковь
Исповедующая церковь (нем. Bekennende Kirche) — христианское движение Сопротивления в фашистской Германии.

## История
Создана на имперском исповедующем синоде проходившем с 29 до 31 мая 1934 года, на котором в качестве координирующего органа между исповедующими общинами был создан Имперский братский совет (Reichsbruderrat) (на земельном уровне существовали земельные братские советы (Landesbruderrat), на уездном уровне — уездные братские советы (Kreisbruderrat)).
Некоторые члены Исповедующей церкви участвовали в различных формах сопротивления, особенно в деле укрывания евреев от нацистского режима. В частности, судья Лотар Крейссиг (одновременно глава Саксонского синода) открыто выступил против нацистской программы эвтаназии Т-4, а позднее, после увольнения с должности судьи, укрывал у себя дома евреев.
Однако большинство членов Исповедующей Церкви были относительно осторожны в своих протестах. Лишь немногие решались на открытые акции против геноцида. К ним относится, например, берлинская диаконисса Марга Мёйзель. Она и две других женщины, члены Исповедующей церкви в Берлине, Элизабет Шмиц (нем. Elisabeth Schmitz) и Гертруд Штевен (нем. Gertrud Staewen), были членами берлинского прихода, в котором Мартин Нимёллер служил пастором. Однако её усилия в том, чтобы призвать церковь открыто высказаться в поддержку евреев оказались безрезультатны. И Мёйзель, и Дитрих Бонхёффер осудили отказ Исповедующей Церкви, которая была организована специально для сопротивления нацистам, заниматься помощью евреям, за исключением небольшой прослойки тех, кто перешёл в христианство. Мёйзель так реагировала на нерешительное поведение Исповедующей церкви в 1935 году, говоря:
Почему церковь не делает ничего? Почему она позволяет происходить этой отвратительной несправедливости … Как мы однажды ответим на вопрос, где 
 ваш брат Авель? Единственный ответ, который останется нам, членам Исповедующей церкви, является ответом Каина
Тем не менее и такое сопротивление режиму вызывало недовольство у нацистской верхушки. В результате некоторые лидеры Исповедующей церкви (Мартин Нимёллер и другие) были отправлены в концентрационные лагеря, где часть из них погибла. Один из лидеров движения Дитрих Бонхёффер был заключён в тюрьме Тегель, откуда он был перемещён в концлагерь Флоссенбург и 9 апреля 1945 года повешен.
В 1948 году Имперский братский совет (Reichsbruderrat) был переименован в Братский совет ЕЦГ (Bruderrat der EKD), а в 1952 году он самораспустился.